# Gyula Kőnig
Gyula Kőnig (Györ, 16 de diciembre de 1849 – Budapest, 8 de abril de 1913), también conocido como Julius König, fue un matemático húngaro. Fue padre de Dénes Kőnig, otro conocido matemático.